# ウォルター・アイザード
ウォルター・アイザード（Walter Isard、1919年4月19日 - 2010年11月6日）は、地域科学の創始者として知られるアメリカ合衆国の卓越した経済学者。平和学の創始者のひとりでもある。姓の発音は「アイザード」であるが、日本語の文献では「アイサード」と記されることもある。

## 生涯と業績
アイザードは1919年4月19日にフィラデルフィアで生まれ、1939年に20歳で優秀賞の栄誉を得てテンプル大学を卒業した。次いでハーバード大学に進んで、アルヴィン・ハンセンとアボット・アッシャー(Abbott Usher)の下で学び、立地論への関心をかき立てられた。アイザードは1941年に、学位を取得しないままハーバード大学を離れ、シカゴ大学に転じてフランク・ナイト、オスカル・ランゲ、ジェイコブ・ヴァイナーの下で学んだ。建設サイクルと交通開発についての博士論文をまとめつつあった1942年に、ワシントンD.C.で全国資源計画委員会(National Resources Planning Board)の仕事を得た。1943年には、ハーバード大学から博士号を取得した。ユダヤ人家庭の出身ながらクエーカーであったアイザードは、第二次世界大戦中は良心的兵役拒否を認められ、軍務に代わる務めとしてニューヨークの州立精神病院で用務員として働いていた。この時期アイザードは、立地論関係の主要なドイツ語文献の英訳に取り組んだ。おもに立地問題に焦点を当てるようになったアイザードは、1945年にハーバード大学の非常勤講師となり、合衆国における鉄鋼産業の立地についての研究を行い、原子力利用の費用と効果についての研究にも手を染めた。
ハーバード大学で、アイザードはワシリー・レオンチェフと親交を結び、レオンチェフが地域経済の産業連関モデルに関するアイデアを取りまとめる手助けをした。1949年から1953年まで、アイザードは研究員としてハーバード大学に雇用され、1科目だけ、自ら設定した立地論と地域開発に関する科目だけを教えていた。この科目の講義を通して、また他の経済学者たちとの議論を通して、アイザードは他の数多くの研究者をこれらの分野に引き寄せた。既に1948年には、アメリカ経済学会は年次大会において地域開発に関するセッションを設けるようになっていた。1950年のアメリカ経済学会の大会で、自分と同じような考えを抱いていた他の26人の経済学者と出会い、この新たに登場しようとしていた地域科学分野の姿をはっきりと描くようになった。それは、学際的で、まったく新しい概念、データ、技法を必要とする分野となるものと思われた。地域科学を発展させるための努力の一環として、アイザードは自ら、経済学、都市計画、政治学、社会学、地理学などの諸分野の研究者のネットワークの中心にたつようになった。
1953年、アイザードは、都市・地域計画学科の教職を得てマサチューセッツ工科大学(MIT)に移った。このMITに在籍していた時期、アイザードが切り開いた新しい分野には、「地域科学」という名称が定着していった。1954年に、地域学会(Regional Science Association)が結成され、アイザードはその初代会長となり、後には名誉議長となった。1956年、アイザードはMITを離れ、新たに地域科学を専攻する博士課程の部門を率いる機会を与えられたペンシルベニア大学に移った。アイザードは短期間のうちに地域科学を広く知られた存在とすべく、以降の4年間に3冊の重要な著書（Location and Space Economy (1956); Industrial Complex Analysis and Regional Development (1959);Methods of Regional Analysis (1960)）を出版した。1956年には、ペンシルベニア大学に地域科学研究所(Regional Science Research Institute)の創設を支援し、さらに1958年には学術誌『Journal of Regional Science』の創刊を支援した。1960年には、地域科学をヨーロッパに普及させるべく取り組み、1962年には、ラテン・アメリカや東アジアでも地域科学関連学会の設立を支援した。
1963年、アイザードはスウェーデンのマルメに研究者たちを集め、平和研究学会(the Peace Research Society)を創設した。1973年、この組織は平和科学会(the Peace Science Society)となった。地域科学と同じように、平和学も、学際的、国際的な協力によって、特別な概念、技法、データを発展させていかなければならない。アイザードは、1977年にペンシルベニア大学の地域科学部門の代表者の座を降りて、より多くの時間を平和学に傾注するようになり、1979年にはコーネル大学に転じた。1985年、アイザードは米国科学アカデミーの経済学部門の会員に選出された。
アイザードは、2010年11月6日にフィラデルフィアで没した。

## 主な著書
- Isard, Walter and Vincent Whitney. 1952. Atomic Power, an Economic and Social Analysis; a Study in Industrial Location and Regional Economic Development. New York: Blakiston.
  - 訳書：Isard, W.、V.Whitney 著、阿部滋忠・村田浩 訳『原子力発電 その経済的・社会的分析』丸善、1954年。
- Isard, Walter. 1956. Location and Space-economy; a General Theory Relating to Industrial Location, Market Areas, Land Use, Trade, and Urban Structure. Cambridge: Published jointly by the Technology Press of Massachusetts Institute of Technology and Wiley.
  - 訳書：アイザード 著、木内信蔵（監訳）、細野昭雄ほか 訳『立地と空間経済 工業立地，市場地域，土地利用，貿易および都市構造に関する一般理論』朝倉書店、1964年。
- Isard, Walter. 1957. Municipal Costs and Revenues Resulting from Community Growth. Wellesley, Mass: Chandler-Davis Publ. Co.
- Isard, Walter, Eugene W. Schooler and Thomas Vietorisz. 1959. Industrial Complex Analysis and Regional Development; a Case Study of Refinery-petrochemical-synthetic-fiber Complexes and Puerto Rico. Cambridge: Technology Press of the Massachusetts Institute of Technology.
- Isard, Walter. 1960. Methods of Regional Analysis; an Introduction to Regional Science. Cambridge: Published jointly by the Technology Press of the Massachusetts Institute of Technology and Wiley, New York.
  - 訳書：アイザード 著、伊藤善市・今井賢一 訳『地域分析の手法』経済企画庁地域経済問題調査室、1962年。
  - 訳書：アイザード 著、笹田友三郎 訳『地域分析の手法：地域科学入門』朝倉書店、1969年。
- Isard, Walter. 1969. General Theory: Social, Political, Economic, and Regional, with Particular Reference to Decision-making Analysis. Cambridge, Mass: M.I.T. Press.
- Isard, Walter. 1971. Regional Input-output Study: Recollections, Reflections, and Diverse Notes on the Philadelphia Experience. Cambridge, Mass: MIT Press.
- Isard, Walter. 1975. Introduction to Regional Science. Englewood Cliffs, N.J: Prentice-Hall.
  - 訳書：アイザード 著、青木外志夫・西岡久雄監訳 訳『地域科学入門』大明堂、1980-1985。
- Isard, Walter. 1972. Ecologic-economic Analysis for Regional Development; Some Initial Explorations with Particular Reference to Recreational Resource Use and Environmental Planning. New York: Free Press.
- Isard, Walter and Christine Smith. 1982. Conflict analysis and practical conflict management procedures:an introduction to peace science. Cambridge, Mass: Ballinger.
- Isard, Walter and Yoshimi Nagao ed. 1983. International and regional conflict:analytic approaches. Cambridge, Mass: Ballinger.
- Isard, Walter. 1992. Understanding conflict and the science of peace. Cambridge, Mass: Blackwell.
- Peace Research Society (International). 1969. Vietnam: Some Basic Issues and Alternatives. Cambridge, Mass: Schenkman Pub. Co.